# Slovacchia ai XXIII Giochi olimpici invernali
La Slovacchia ha partecipato ai XXIII Giochi olimpici invernali, che si sono svolti dal 9 al 28 febbraio 2018 a PyeongChang in Corea del Sud, con una delegazione composta da 56 atleti.

## Medaglie
| Riepilogo quotidiano | Riepilogo quotidiano | Riepilogo quotidiano | Riepilogo quotidiano | Riepilogo quotidiano | Riepilogo quotidiano |
| -------------------- | -------------------- | -------------------- | -------------------- | -------------------- | -------------------- |
| Giorno               | Data                 |                      |                      |                      | Totale               |
| 1º                   | 10                   | 0                    | 0                    | 0                    | 0                    |
| 2º                   | 11                   | 0                    | 0                    | 0                    | 0                    |
| 3º                   | 12                   | 0                    | 1                    | 0                    | 1                    |
| 4º                   | 13                   | 0                    | 0                    | 0                    | 0                    |
| 5º                   | 14                   | 0                    | 0                    | 0                    | 0                    |
| 6º                   | 15                   | 0                    | 1                    | 0                    | 1                    |
| 7º                   | 16                   | 0                    | 0                    | 0                    | 0                    |
| 8º                   | 17                   | 1                    | 0                    | 0                    | 1                    |
| 9º                   | 18                   | 0                    | 0                    | 0                    | 0                    |
| 10º                  | 19                   | 0                    | 0                    | 0                    | 0                    |
| 11º                  | 20                   | 0                    | 0                    | 0                    | 0                    |
| 12º                  | 21                   | 0                    | 0                    | 0                    | 0                    |
| 13º                  | 22                   | 0                    | 0                    | 0                    | 0                    |
| 14º                  | 23                   | 0                    | 0                    | 0                    | 0                    |
| 15º                  | 24                   | 0                    | 0                    | 0                    | 0                    |
| 16º                  | 25                   | 0                    | 0                    | 0                    | 0                    |
| Totale               | Totale               | 1                    | 2                    | 0                    | 3                    |

### Medagliere per discipline
| Sport    | Oro | Argento | Bronzo | Totale |
| -------- | --- | ------- | ------ | ------ |
| Biathlon | 1   | 2       | 0      | 3      |
| Totale   | 1   | 2       | 0      | 3      |

### Medaglie d'oro
| Medaglia | Nome                | Sport    | Evento                      |
| -------- | ------------------- | -------- | --------------------------- |
| Oro      | Anastasija Kuz'mina | Biathlon | Partenza in linea femminile |

### Medaglie d'argento
| Medaglia | Nome                | Sport    | Evento                       |
| -------- | ------------------- | -------- | ---------------------------- |
| Argento  | Anastasija Kuz'mina | Biathlon | 10 km inseguimento femminile |
| Argento  | Anastasija Kuz'mina | Biathlon | 15 km individuale femminile  |

## Biathlon

### Femminile
La Slovacchia ha diritto a schierare 5 atleti in seguito ad aver terminato tra la sesta e la ventesima posizione del ranking femminile per nazioni della Coppa del Mondo di biathlon 2017.
| Gara                        | Atleta                                                                | Penalità     | Tempo d'arrivo | Posizione |
| --------------------------- | --------------------------------------------------------------------- | ------------ | -------------- | --------- |
| 7,5 km sprint               | Ivona Fialková                                                        | 5 (2+3)      | 24'48"6        | 74ª       |
| 7,5 km sprint               | Paulína Fialková                                                      | 1 (1+0)      | 21'56"1        | 11ª       |
| 7,5 km sprint               | Anastasija Kuz'mina                                                   | 3 (2+1)      | 22'00"1        | 13ª       |
| 7,5 km sprint               | Terézia Poliaková                                                     | 5 (1+4)      | 25'32"2        | 83ª       |
| 10 km inseguimento          | Paulína Fialková                                                      | 8 (2+2+2+2)  | 34'33"6        | 38ª       |
| 10 km inseguimento          | Anastasija Kuz'mina                                                   | 4 (0+1+2+1)  | 31'04"7        |           |
| 15 km individuale           | Ivona Fialková                                                        | 6 (1+1+1+3)  | 48'04"4        | 64ª       |
| 15 km individuale           | Paulína Fialková                                                      | 1 (1+0+0+0)  | 42'09"5        | 5ª        |
| 15 km individuale           | Anastasija Kuz'mina                                                   | 2 (0+1+1+0)  | 41'31"9        |           |
| 15 km individuale           | Terézia Poliaková                                                     | 10 (1+4+3+2) | 54'46"3        | 87ª       |
| Partenza in linea femminile | Paulína Fialková                                                      | 4 (1+2+0+1)  | 37'52"6        | 21ª       |
| Partenza in linea femminile | Anastasija Kuz'mina                                                   | 1 (0+0+0+1)  | 35'23"0        |           |
| Staffetta 4x6 km            | Paulína Fialková Anastasija Kuz'mina Terézia Poliaková Ivona Fialková | 10 (1+9)     | 1h12'41"8      | 5ª        |

### Maschile
La Slovacchia ha diritto a schierare 5 atleti in seguito ad aver terminato tra la sesta e la ventesima posizione del ranking maschile per nazioni della Coppa del Mondo di biathlon 2017.
| Gara                 | Atleta                                                | Penalità    | Tempo d'arrivo | Posizione |
| -------------------- | ----------------------------------------------------- | ----------- | -------------- | --------- |
| 10 km sprint         | Šimon Bartko                                          | 5 (2+3)     | 26'18"4        | 74º       |
| 10 km sprint         | Tomáš Hasilla                                         | 3 (1+2)     | 26'10"4        | 70º       |
| 10 km sprint         | Martin Otčenáš                                        | 4 (0+4)     | 25'39"7        | 52º       |
| 10 km sprint         | Matej Kazár                                           | 1 (0+1)     | 24'33"7        | 22º       |
| 12,5 km inseguimento | Matej Kazár                                           | 5 (1+2+1+1) | 36'42"4        | 31º       |
| 12,5 km inseguimento | Martin Otčenáš                                        | 3 (0+0+3+0) | 36'22"5        | 27º       |
| 20 km individuale    | Tomáš Hasilla                                         | 9 (3+1+3+2) | 58'55"2        | 86º       |
| 20 km individuale    | Matej Kazár                                           | 2 (0+1+1+0) | 51'52"4        | 34º       |
| 20 km individuale    | Martin Otčenáš                                        | 5 (1+2+0+2) | 57'16"0        | 84º       |
| 20 km individuale    | Michal Šíma                                           | 6 (1+1+2+2) | 57'52"3        | 85º       |
| Staffetta 4x7,5 km   | Matej Kazár Tomáš Hasilla Šimon Bartko Martin Otčenáš | 16 (5+11)   | LAP            | 18ª       |

### Gare miste
| Gara                        | Atleti                                                          | Penalità  | Tempo d'arrivo | Posizione |
| --------------------------- | --------------------------------------------------------------- | --------- | -------------- | --------- |
| Staffetta 2x6 km + 2x7,5 km | Paulína Fialková Anastasija Kuz'mina Matej Kazár Martin Otčenáš | 15 (10+5) | LAP            | 20ª       |

## Hockey sul ghiaccio

### Torneo maschile
La Slovacchia ha diritto a partecipare al torneo maschile di hockey sul ghiaccio in seguito ad aver concluso nelle prime otto posizioni nel ranking IHHF nel 2016.
| Pos. |             | PG | V | VOT | POT | P | GF | GS | DR | Pt |
| 1.   | Russia      | 0  | 0 | 0   | 0   | 0 | 0  | 0  | 0  | 0  |
| 2.   | Stati Uniti | 0  | 0 | 0   | 0   | 0 | 0  | 0  | 0  | 0  |
| 3.   | Slovacchia  | 0  | 0 | 0   | 0   | 0 | 0  | 0  | 0  | 0  |
| 4.   | Slovenia    | 0  | 0 | 0   | 0   | 0 | 0  | 0  | 0  | 0  |

## Pattinaggio di figura
La Slovacchia ha qualificato nel pattinaggio di figura una atleta ai Campionati mondiali di pattinaggio di figura 2017.
Inoltre ha qualificato, in seguito al 2017 CS Nebelhorn Trophy, altri due atleti, un uomo ed una donna, portando la delegazione del pattinaggio a tre atleti, un uomo e due donne.
| Gara      | Atleta              | Programma corto | Programma corto | Programma libero | Programma libero | Totale | Totale    |
| Gara      | Atleta              | Punti           | Posizione       | Punti            | Posizione        | Punti  | Posizione |
| --------- | ------------------- | --------------- | --------------- | ---------------- | ---------------- | ------ | --------- |
| Femminile | Quota non assegnata |                 |                 |                  |                  |        |           |
| Danza     | Quota non assegnata |                 |                 |                  |                  |        |           |

## Slittino
La Slovacchia aveva qualificato nello slittino un totale di quattro atleti: due nel singolo uomini e due nel doppio. Successivamente la Federazione Internazionale Slittino ha destinato un posto anche nel singolo femminile, tra gli otto previsti in totale tra tutte le discipline, per permettere l'ammissione nella gara a squadre.
| Gara              | Atleta                                                         | 1ª manche            | 2ª manche            | 3ª manche          | 4ª manche       | Totale   | Posizione |
| ----------------- | -------------------------------------------------------------- | -------------------- | -------------------- | ------------------ | --------------- | -------- | --------- |
| Singolo femminile | Katarina Šimoňáková                                            | 47"428               | 47"606               | 47"538             | non qualificata | 2'22"572 | 23ª       |
| Singolo maschile  | Jozef Ninis                                                    | 47"833               | 50"014               | 48"095             | non qualificato | 2'25"942 | 25º       |
| Singolo maschile  | Jakub Šimoňák                                                  | 51"724               | 48"690               | 48"522             | non qualificato | 2'28"936 | 35º       |
| Gara              | Atleta                                                         | 1ª manche            | 1ª manche            | 2ª manche          | 2ª manche       | Totale   | Posizione |
| Doppio            | Marek Solčanský Karol Stuchlák                                 | 46"780               | 46"780               | 46"811             | 46"811          | 1'33"591 | 17º       |
| Gara              | Atleta                                                         | 1ª frazione sing. f. | 2ª frazione sing. m. | 3ª frazione doppio | Totale          | Totale   | Posizione |
| Gara a squadre    | Katarina Šimoňáková Jozef Ninis Marek Solčanský Karol Stuchlák | 48"032               | 49"326               | 49"635             | 2'26"993        | 2'26"993 | 11ª       |